# Acalolepta fuscosericea
Acalolepta fuscosericea es una especie de escarabajo del género Acalolepta, familia Cerambycidae. Fue descrita científicamente por Schwarzer en 1931.
Habita en Filipinas. Mide entre 20 y 30 mm.